# Hannogne-Saint-Martin
 Hannogne-Saint-Martin  là một xã ở tỉnh Ardennes, thuộc vùng Grand Est ở phía bắc nước Pháp.